# Paul Stockmeier

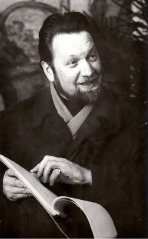
Paul Stockmeier (1970)

Paul Stockmeier (* 21. Juni 1923 in Wien; † 2. Juni 1994 ebenda) war ein österreichischer Fernsehregisseur, Drehbuchautor, Musikreferent, Rundfunksprecher und Trauerredner.

## Leben und Werk
Von 1945 bis 1955 arbeitete Paul Stockmeier als Rundfunksprecher für Rot-Weiß-Rot (RWR), den US-amerikanisch kontrollierten Radiosender im besetzten Nachkriegsösterreich. Stockmeier absolvierte ein Schauspielstudium an der 1948 von Burgschauspieler Helmuth Krauss gegründeten Schauspielschule Prof. Krauss in der Wiener Weihburggasse.
Nach seiner Lehrzeit als Regieassistent von Erich Neuberg und Hermann Lanske im ORF der späten 1950er- und frühen 1960er-Jahre arbeitete Paul Stockmeier bis zu seinem Tod als freischaffender TV-Regisseur und Drehbuchautor, vor allem für den ORF, aber auch für andere Sendeanstalten. Zwischen 1974 und 1976 arbeitete »der Tausendsassa des Österreichischen Rundfunks und Fernsehens« (Lore Saphiro) als Regisseur und Fachmann in Sachen TV-Technologie für die RAI Sender Bozen (seit 2014 RAI Südtirol).
Als Drehbuchautor und Regisseur machte sich Paul Stockmeier einen Namen durch seine zahlreichen TV-Sendungen über authentische Volksmusik und bäuerliches Brauchtum. Für seine Fernsehfilme, deren Stoffe vornehmlich der bäuerlichen Lebenskultur entstammen, war dem »Hobbybauern« und Mitglied der Schlaraffia entscheidend wichtig, mit Laien-Darstellern zu arbeiten.
Als TV-Regisseur betreute der an Ethologie und Kulturethologie interessierte Paul Stockmeier von 1963 bis 1971 die von Otto Koenig zwischen 1956 und 1992 gestaltete ORF-Sendereihe Wunder der Tierwelt (später Rendezvous mit Tieren, zuletzt Rendezvous mit Tier und Mensch). Ferner betreute Stockmeier jahrelang ORF-Sendereihen wie Gitarre für alle (mit Prof. Karl Scheit), das Theatermagazin Ihr Auftritt, bitte! (mit Heinz Fischer-Karwin), Wir spielen Blockflöte oder Augen auf, Ohren auf: Helmi ist da! Auch führte Stockmeier Regie bei der TV-Übertragung zahlreicher österreichischer Theateraufführungen, unter anderem der Löwinger-Bühne (zwischen 1967 und 1972).
Von 1975 bis zu seinem Tod arbeitete Paul Stockmeier auch als Trauerredner in Wien. Er ist Gründer der nach seinem Tod von seiner Tochter Elfriede Stockmeier als Agentur Stockmeier geführten Wiener Trauerredner-Agentur.

## Eine Auswahl an Arbeiten als Drehbuchautor und TV-Regisseur für den ORF
- 1974 Rund um den Schneeberg: Puchberg is a lustigʾs Nest, Volksmusiksendung
- 1974 Einmal am Heiligen Abende (nach »Bergkristall« von Adalbert Stifter), Spielfilm
- 1975 Als ich Christtagsfreuden holen ging  (nach Peter Rosegger), Spielfilm
- 1976 Melker Reform (in enger Zusammenarbeit mit Joachim F. Angerer OPraem), Dokumentarspiel
- 1979 Ich sehe dich in tausend Bildern, Maria, lieblich ausgedrückt, TV-Maiandacht